# خلوم (منطقه تربیچ)
خلوم (به چکی: Chlum) یک منطقهٔ مسکونی در جمهوری چک است که در منطقه تربیچ واقع شده‌است. خلوم ۶٫۹۲ کیلومتر مربع مساحت و ۱۵۰ نفر جمعیت دارد و ۵۴۰ متر بالاتر از سطح دریا واقع شده‌است.